# Гузієнко Федір Михайлович
Фе́дір Миха́йлович Гузіє́нко (нар. 28 листопада 1986 — 30 травня 2015) — солдат Збройних сил України.

## Життєвий шлях
У часі війни — військовослужбовець підрозділу 17-ї окремої танкової бригади, стрілець.
30 травня 2015-го загинув під час бойового зіткнення на взводному опорному пункті поблизу села Троїцьке Попаснянського району.
Похований в місті П'ятихатки.

## Нагороди та вшанування
- Указом Президента України № 9/2016 від 16 січня 2016 року — орденом «За мужність» III ступеня (посмертно)[1]